# بحيرة تيكيتابو
بحيرة تيكيتابو (بالإنجليزية: Lake Tikitapu)‏ هي بحيرة مائيّة تقعُ بين بحيرة روتوروا وبحيرة تاراويرا في منطقة خليج بلنتي في الجزيرة الشمالية لنيوزيلندا. الحالة البيئية للبحيرة معتدلة.
تُقام العديد من الأحداث الترفيهيّة والرياضية في البحيرة في فصل الصيف مثل التزلج على الماء والسباق الثلاثي. مثل العديد من البحيرات في منطقة روتوروا، يلجأُ البعض للبحيرة من أجل صيدِ سمك السلمون المرقط.